# Kościół św. Pawła w Birmingham
Kościół św. Pawła w Birmingham – świątynia anglikańska w stylu georgiańskim położona w obrębie St Paul's Square w Birmingham w Anglii. Jest oznaczona pierwszą klasą zabytków w Wielkiej Brytanii. Została zaprojektowana przez Rogera Eykyna z Wolverhampton. Budowa zaczęła się w 1777 roku, a budynek poświęcono w roku 1779. W tamtym okresie kościół był uczęszczany przez wczesnych inżynierów i kupców z Birmingham. Matthew Boulton i James Watt posiadali w kościele swoje własne rzędy ławek (w tamtych czasach można je było kupować).
Kościół zbudowany jest na planie prostokąta, wyglądem przypomina St Martin-in-the-Fields w Londynie. Wieża została dodana w 1823 roku przez Francisa Goodwina.

## Organy
Kościół posiada dobrą akustykę i od dawna organizowano w nim koncerty. Aktualnie odbywają się w nim comiesięczne koncerty organowe organizowane przez Paula Carra.
Pierwsze udokumentowane organy zostały zbudowane w 1830 roku przez Jamesa Bishopa. Były zlokalizowane w zachodniej galerii kościoła. Organy zostały powiększone w 1838 przez Banfielda, a w 1871 przez Bevington and Sons. Pracowali oni nad organami ponownie w 1897 roku.
Organy zostały przeniesione w swoje obecne miejsce w 1927 przez Conacher Sheffield & Co – zostały też wtedy w dużym stopniu rozbudowane. Niestety szafa organowa była zbyt duża i organy nie pasowały do nowego miejsca – organy zostały więc przebudowane.
Po uszkodzeniach związanych z drugą wojną światową (bombardowania) i oddziaływaniem pogody organy były w złym stanie. Ostatnia większa przebudowa została wykonana przez Hill, Norman & Beard w 1964 roku. W tej formie organy istnieją do dziś, z niewielkimi zmianami.

## Dzwony
Dzwony zostały dodane w 2005 roku, w ramach obchodów 250. rocznicy organizacji St.Martin’s Guild of Church Bell Ringers. Oficjalne otwarcie miało miejsce 25 listopada 2005 roku. Zestaw składa się z dziesięciu dzwonów – dzwon tenorowy waży 641 kilogramów.